# ミケル・アスタルロサ
ミケル・アスタルロサ・チャウレアウ（Mikel Astarloza Chaurreau、1979年9月19日- ）は、スペイン、バスク自治州ギプスコア県出身の自転車競技選手。同じくロードレース選手である、イニィーゴ・チャウレアウは従兄弟。

## 経歴
2003年
- ツアー・ダウンアンダー総合優勝。

2007年
- ツール・ド・フランスではピレネー越えステージで健闘。総合9位に入った。

2008年
- ツール・ド・フランス 総合16位。
- バスク一周 総合6位。

2009年
- ツール・ド・フランス第16ステージを制覇。総合11位。
- その後、下記の通り、ドーピング違反により出場停止処分が下った。

2011年8月1日、エウスカルテル・エウスカディに復帰。

### ドーピング問題
2009年7月31日、国際自転車競技連合(UCI)は、同年6月26日にマドリードで国際アンチドーピング機構(WADA)が行った尿検査の結果、前日の7月30日にWADAから、エリスロポエチン(EPO)陽性反応が認められたという話を受け、出場保留処分としていたことを表明したが、当人は当初事実を否定していた。
しかし2010年5月15日、スペイン自転車競技連盟は、2年間の出場停止処分を下した。したがって、上記の2009年ツール・ド・フランスにおける記録は全て抹消された。一方、エウスカルテル・エウスカディは、当人を引き続きサポートしていくことを表明した。